# Tenoumer
Koordinaten: 22° 55′ 7″ N, 10° 24′ 21″ W

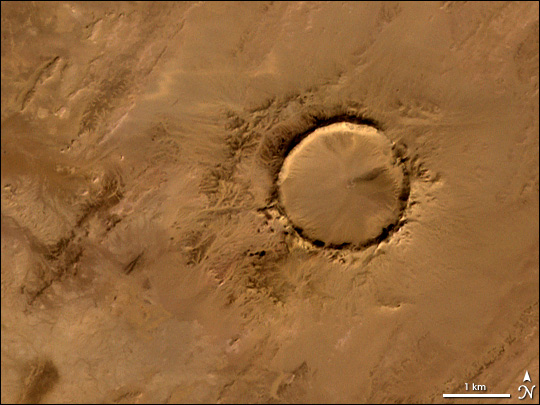
NASA-Satellitenaufnahme des Kraters Tenoumer, Mauretanien

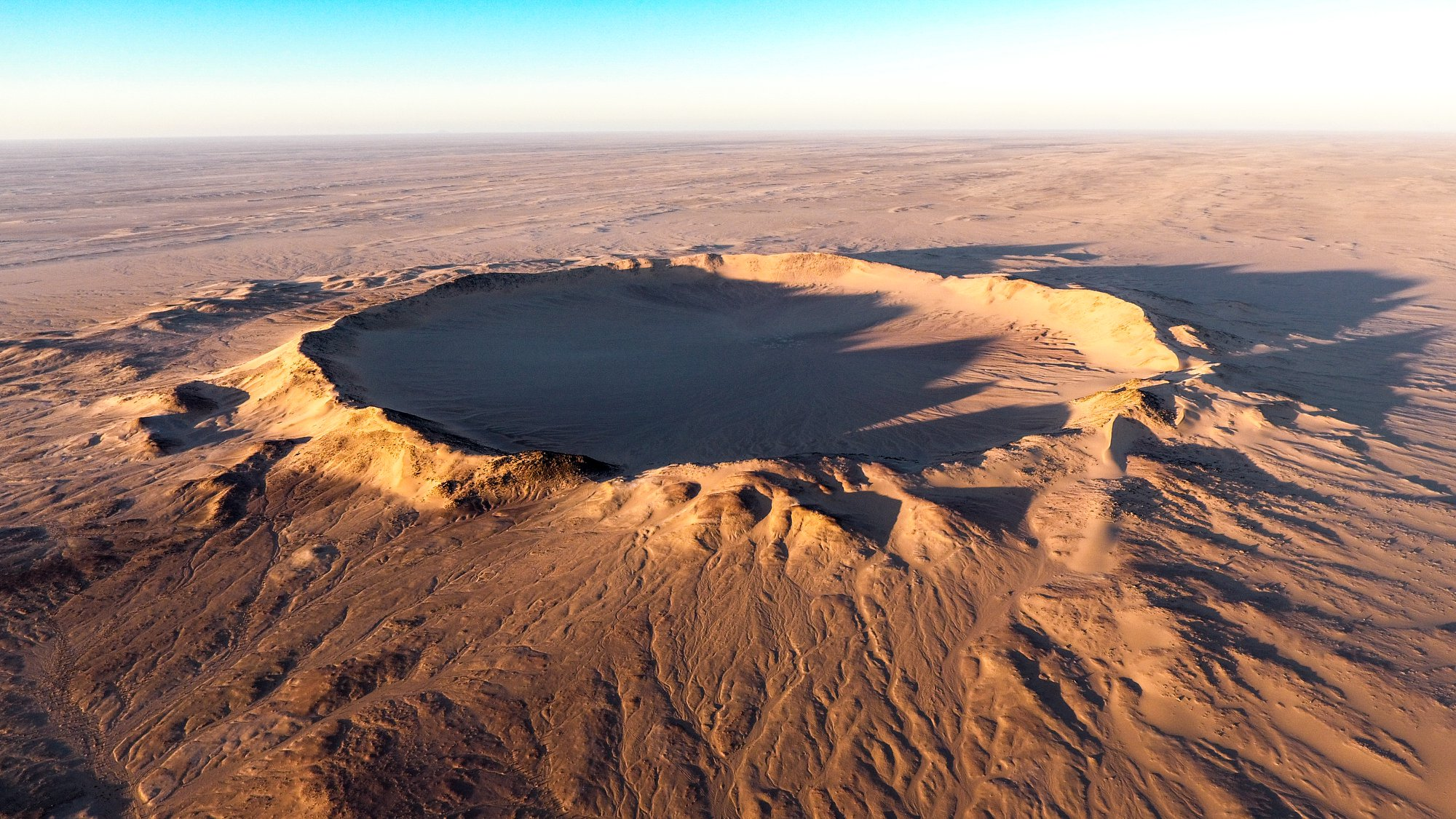
Luftbild Tenoumer Krater

Tenoumer ist die Bezeichnung für einen Impaktkrater in Mauretanien. Der Krater befindet sich in der Sahara und bildet einen fast perfekt erhaltenen Kreis aus. Er hat einen Durchmesser von 1,9 Kilometer und bildet einen Kraterrand von ca. 100 Meter Höhe.
Aus geologischer Sicht ist das Gestein, in dem Tenoumer eingebettet ist, sehr alt; es wird mit 3.500 mya datiert und entstammt dem Präkambrischen Grundgebirge. Der Impakt ereignete sich allerdings erst vor ca. 21.400 ± 9.700 Jahren im Pleistozän.
Lange Zeit wurde der Krater als Explosionskrater angenommen, der auf Grund einer phreatischen Eruption entstand, also vulkanischen Ursprungs ist. Als die Entstehung des Kraters schließlich geklärt war, ging man von einer ganzen Reihe von multiplen Impaktereignissen aus. Tenoumer und zwei weitere Krater, der Temimichat-Ghallaman und Aouelloul, befinden sich nämlich genau in einer geraden Linie. Im Jahr 2003 untersuchten Wissenschaftler die Krater auf ihre jeweiligen Alter, indem ihre chemische Zusammensetzung betrachtet wurde. So konnte nachgewiesen werden, dass, entgegen ursprünglichen Annahmen, die Krater nicht vom selben Impaktereignis stammen.